# Borgata Bertassi
Bertassi (Bertass in piemontese) è una frazione geografica divisa a metà tra i comuni di Avigliana e Sant'Ambrogio di Torino nella città metropolitana di Torino, situata a 350 m s.l.m. in val di Susa, con circa 500 abitanti dei quali 232 sotto il comune di Sant'Ambrogio di Torino e 230 sotto il comune di Avigliana. Curiosamente la borgata si divide a metà anche per l'appartenenza a due diverse Diocesi. La parte ad est di via Maritano Lino essendo nel comune di Avigliana appartiene alla Diocesi di Torino, mentre la parte ad ovest della stessa via, essendo nel comune di Sant'Ambrogio di Torino appartiene alla Diocesi di Susa.

## Storia
Bertassi è un nucleo abitativo di antica origine, posto al confine dei comuni di Avigliana e Sant'Ambrogio di Torino e distaccato da entrambi i centri abitati. 
Il toponimo Bertassi, così come quelli simili di Bertus e Pertus rimandano alla parola longobarda “berhta” (luce, brillante, splendente), al nome germanico Berth, ma anche a nomi longobardi come Rupertus, Cunipertus, Paulipertus e simili.
Nel corso dell'assedio che vide contrapposti Carlo Emanuele I di Savoia e le truppe del Re di Francia Luigi XIII comandate dal duca Enrico II di Montmorency nel 1630, fu teatro di un'epica battaglia nella piana tra Sant'Ambrogio ed Avigliana tra l'esercito piemontese e l'esercito francese.
La località Bertassi viene inoltre già segnalata come presente sulla via medioevale che i pellegrini, in transito in Val di Susa da e verso Torino, percorrevano seguendo la riva destra della Dora Riparia (Via Francigena), su un tacciato ancora attualmente fedele all'originale e che scorre nella campagna, ed ancora oggi indicata come "via Antica di Francia".
Fino agli anni '80 del XX secolo a Bertassi era presente anche una scuola elementare.

## Natura
Diversi sentieri attraversano il territorio di Bertassi verso i circostanti monte Ciabergia, Punta dell'Ancoccia, monte Pirchiriano e colle Braida, ed in particolare il Sentiero dei Principi (segnavia sentiero n.501 - colori bianco-rosso) fatto costruire dai Savoia per la traslazione alla sacra di San Michele delle tombe dei Savoia provenienti da Torino, in piemontese anche detto "Strà dij Prinsi".
Nei pressi dell'abitato, come corso d'acqua scorre il Rio Fico.

## Monumenti ed edifici storici
- Chiesa dedicata a Maria Addolorata costruita nel 1800 (visita in occasione delle festività).

## Strade
La principale via di accesso a Bertassi è la Strada Statale 25 del Moncenisio, si accede inoltre dalla Autostrada A32 Uscita Avigliana Ovest (a 1,5 km.).

## Manifestazioni

### Manifestazioni religiose
- Festa di Maria Addolorata, seconda domenica di Settembre.
- Processione con la Madonna di Fatima, secondo venerdì di Maggio.

## Galleria d'immagini

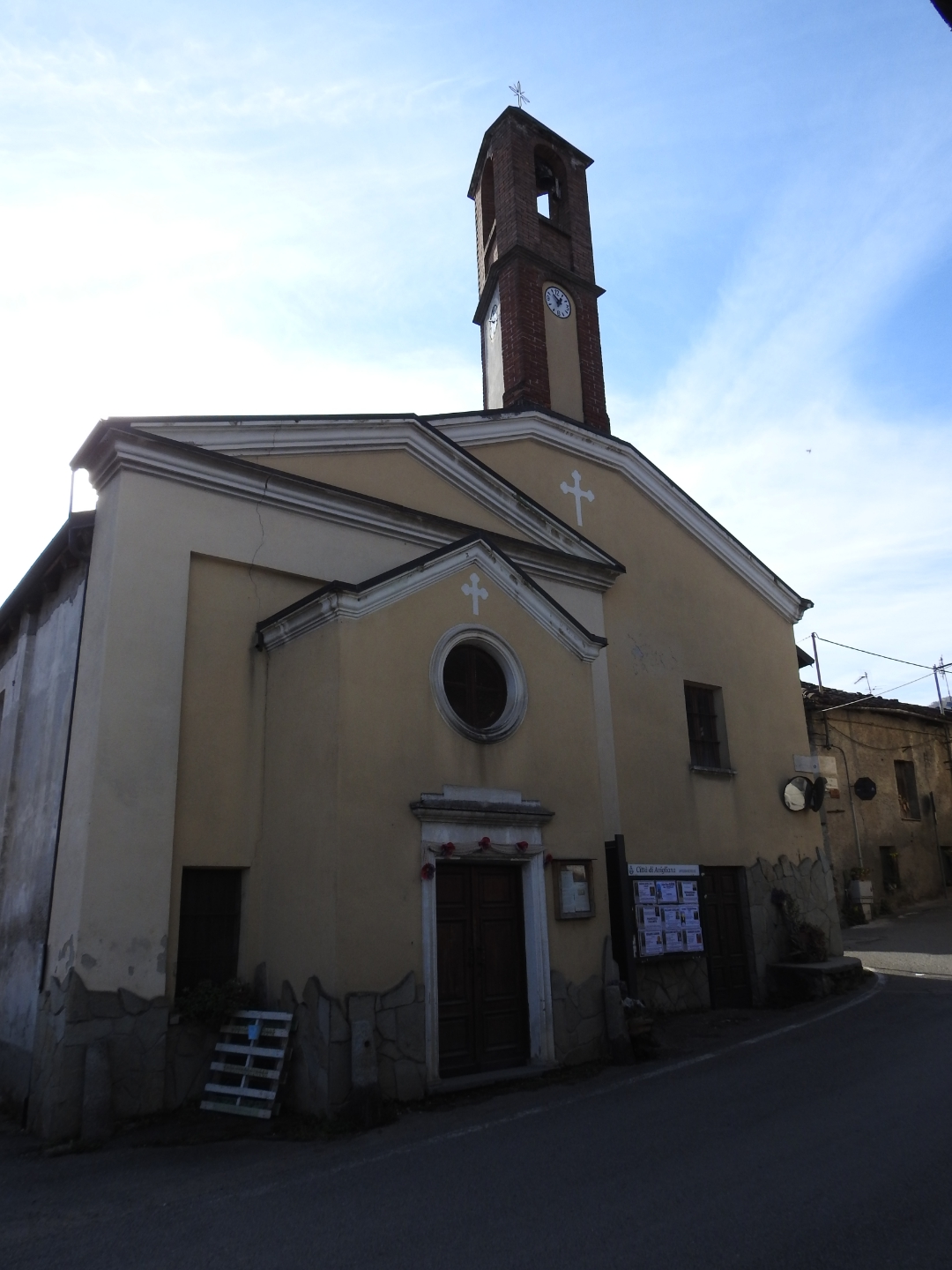
Chiesa dedicata alla Madonna Addolorata al centro della Borgata Bertassi.
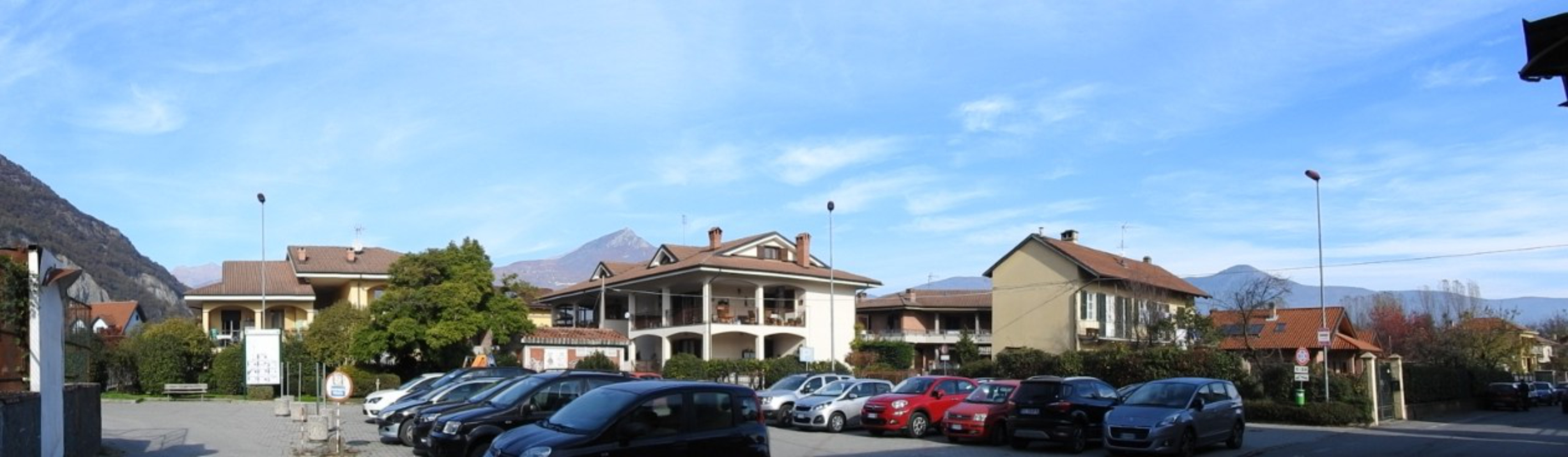
piazza davanti alla Chiesa della Madonna Addolorata.
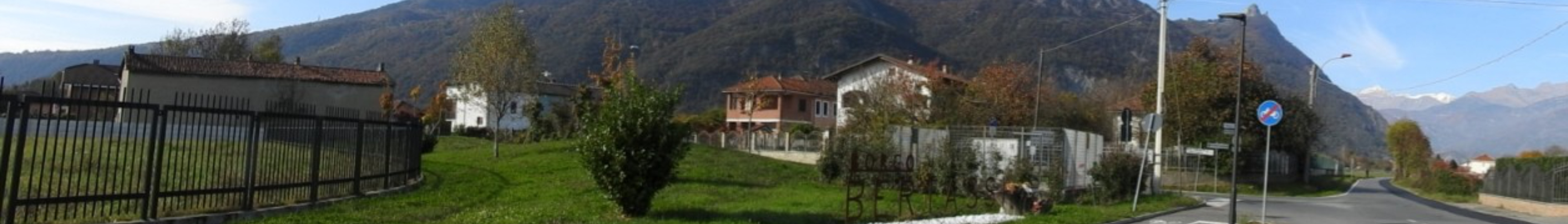
Panoramica di Borgata Bertassi con la Sacra di San Michele da Via Antica di Francia.